# قطعنامه ۱۱۴۴ شورای امنیت
قطعنامه ۱۱۴۴ شورای امنیت سازمان ملل متحد که در تاریخ ۱۹ دسامبر ۱۹۹۷ تصویب شد، سندی بین‌المللی دربارهٔ بررسی وضعیت در بوسنی و هرزگوین است. این قطعنامه طی نشست ۳۸۴۲ام با ۱۵ رای موافق، ۰ مخالف و ۰ ممتنع تصویب شد.